# Violaine Schwartz
Violaine Schwartz est une chanteuse, actrice et romancière d'expression française.

## Biographie
Issue d'une famille de mélomanes alsaciens, Violaine Schwartz a été formée au Théâtre National de Strasbourg (T.N.S.), entre 1987 et 1990, section jeu.
Elle a joué sous la direction de Jacques Lassalle (Mélite, de Pierre Corneille), Georges Aperghis (La Baraque foraine), Alain Ollivier (Les Bonnes, de Jean Genet), Marcel Bozonnet (Ophélie et autres animaux, de Jacques Roubaud), Frédéric Fisbach (Tokyo Notes, d'Oriza Hirata), Pierre Ascaride (Papa, de Serge Valetti), Ludovic Lagarde (Le petit monde de Georges Courteline, Sœurs et frères, de Olivier Cadiot, Platonov et Ivanov, d'Anton Tchekhov, Le Cercle de craie caucasien, de Bertolt Brecht, dont elle a co-traduit le texte avec François Rey), Pierre Baux (Comment une figue de paroles et pourquoi, adaptation de Francis Ponge), Le Passage des heures, de Fernando Pessoa), Gilberte Tsaï (Une nuit à la bibliothèque, de Jean-Christophe Bailly), Charles Tordjman (Slogans, de Maria Soudaïeva), Jean Philippe Vidal (Les trois sœurs, de Tchekhov), Célie Pauthe (Quartett, de Heiner Müller, L’Ignorant et le fou, de Thomas Bernhard, S’agite et se pavane, d'Ingmar Bergman).
Plus récemment, elle collabore avec la danseuse et chorégraphe Cécile Loyer dans deux spectacles :
- L'hippocampe mais l'hippocampe création pour le festival Concordan(s)e[3] qui fait collaborer chorégraphes et écrivains
- 4x100 mètres[4], créé à la scène nationale du Manège à Reims en 2019.

Elle commence sa carrière d’écrivain par l’écriture de plusieurs pièces radiophoniques pour France Culture. En 2010 elle publie un premier roman, La Tête en arrière, chez P.O.L., éditeur auquel elle confiera tous ses textes ultérieurs.
Elle participe également à des lectures publiques.
À partir de la saison 2011-2012 et jusqu'à la fin de l'émission, en 2018, elle est l'un des « papous » de l'émission de France Culture Des Papous dans la tête, animée par Françoise Treussard.
Elle crée en duo avec la contrebassiste Hélène Labarrière un tour de chant reprenant le répertoire de la chanson réaliste, répertoire régulièrement diffusé par Philippe Meyer qui la programme plusieurs fois dans son émission La prochaine fois je vous le chanterai
.

## Publications

### Romans et pièces de théâtre
- La Tête en arrière, Paris, P.O.L, 2010, 186 p. (ISBN 978-2-8180-0298-8)[9],[10]
- Le Vent dans la bouche, Paris, P.O.L, 2013, 168 p. (ISBN 978-2-8180-1782-1) ; prix Eugène Dabit du roman populiste 2013[11],[12],[13]
- Comment on freine ?, suivi de Tableaux de Weil, Paris, P.O.L, 2015, 128 p. (ISBN 978-2-8180-3751-5), pièce de théâtre, mise en scène par Irène Bonnaud[14],[15]
- J'empêche, peur du chat, que mon moineau ne sorte, Paris P.O.L, 2017, 176 p.  (ISBN 978-2-8180-4425-4)
- Papiers, Paris, P.O.L, 2019, 256 p. (ISBN 978-2-8180-4753-8)
- Une Forêt dans la tête, Paris, P.O.L, 2021, 272 p. (ISBN 978-2-8180-5249-5)
- Et donc !, (conférence dansée avec Cécile Loyer) Paris, L'Œil d'or, 2023, illustré, 80 p.,  (ISBN 978-2-4904-3732-0)

### Textes
- Violaine Schwartz, « Io 467 » et « Flux migratoire » in Eschyle, Les Exilées, Besançon, France, Solitaires Intempestifs, 2013, 112 p. (ISBN 978-2-84681-372-3)

## Pièces radiophoniques
- Le Calvaire de Noël, avec Pierre Baux et Olivier Gorce, France Culture, 2003
- Noire pointée, avec Quentin Schöevaërt, France Culture, 2006
- À l’Ouest, France Culture, 2008
- Dépressurisée, France Culture, 2010

## Discographie
- Dominique Pifarély et Violaine Schwartz, Prendre corps, Poros éd. ACDP 005, 2010 (BNF 42689075)[16]
- Violaine Schwartz et Hélène Labarrière, J’ai le cafard, Innacor records INNA31106, 2011 (BNF 42685338)